# Operación Puerto
Operación Puerto (OP) er en indsats mod doping i elitesport, der fandt sted i Spanien. Denne indsats gjorde at man kunne optrævle det dopingnetværk som lægen Eufemiano Fuentes stod bag; et netværk der sagde at de kunne tilbyde forskellige ulovlige praksisser til at forbedre ydeevnen hos sine sportsklienter: hormoner (herunder EPO, testosteron og andre anabole steroider), medikamenter og blodtransfusioner.
Guardia Civils undersøgelse begyndte i februar 2006 og første til anholdelser og registreringer 23. maj, hvor man kendte til eksistensen af indsatsen. Det blev efterhånden annonceret af klienterne i dopingnetværket var fodboldspillere, tennisspillere, cykelryttere og atleter. Imidlertid havde Guardia Civil kun identificeret 58 cykelryttere blandt netværkets klienter, da man kom med sit resumé. Undersøgelsen blev hæmmet ved at dommer Serrano ikke gav efterforskerne mulighed for at analysere alle dokumenterne.
Doping var ikke en forbrydelse i Spanien på det tidspunkt, så dommeren Serrano undersøgte kun en mulighed forbrydelse mod folkesundheden, der ville kunne inkriminere de personer der havde ansvaret i netværket, ikke deres klienter (altså sportsfolkene). Dommeren opgav sagen, da han ikke mente denne forbrydelse var sket, og alle de anklagede blev frifundet. Madrids Audiencia Provincial beordrede genoptagelse af sagen to gange, og beordrede åbningen af en mundtlig retssag.
Yderligere afviste dommer Serrano at videregive de indsamlede beviser til de internationale sportsorganisationer (WADA og UCI), hvilket forhindrede at de atleter der blev identificeret som klienter hos dopingnetværket, fik sportslige sanktioner.
På grund af de spanske myndigheders afvisning af at forsætte med undersøgelsen, eller at give data fra undersøgelsen videre til andre organisationer, sådan at netværkets klienter kunne straffes, påbegyndte lande som Tyskland og Italien deres egen undersøgelse af sagen. Undersøgelserne fra disse lande har gjort, at seks sportsklienter er blevet bekræftet (og straffet), og fem af de seks var allerede identificeret af Guardia Civil.
I de første måneder af 2013 fandt den orale retssag og efterfølgende strafudmåling endelig sted: dr. Fuentes og hans samarbejdspartner José Ignacio Labarta blev dømt, men med milde straffe, mens de øvrige anklagede blev frifundet. Den 10. juni 2016 udstedte Audiencia Provincial de Madrid en endelig dom der frikendte alle anklagede for alle punkter de var dømt for. Dommerne mente af de anklagede fulgte den spanske lovgivning, altså udførte de ikke noget ulovligt i følgen loven.
I Operación Puerto var der fem anklagede personer - Eufemiano Fuentes, José Ignacio Labarta, Manolo Saiz, Vicente Belda og Yolanda Fuentes - og de blev alle frikendt, så det giver ikke mening at den daværende leder af undersøgelsen, løjtnant i Guardia Civil, Enrique Gómez Bastida, der senere blev forfremmet til Kommandør, og direktør for det spanske anti-doping agentur, åbnede en sag på baggrund af en handling, der i følge spansk lov, ikke var ulovlig. De eneste atleter der der blev straffet var Jan Ullrich, Ivan Basso, Alejandro Valverde, Jörg Jaksche, Michele Scarponi og Giampaolo Caruso kun på baggrund af mistanke og tilståelser, da de fysiske beviser, hovedsagligt blodposerne, ikke blev afleveret før i 2016, efter den endelig dom var afsagt, og den sportslige straf allerede var afsonet.

## Begyndelse
Før man begyndte at tale om undersøgelse "Operacion Puerto", skal det bemærkes at doktor Eufemiano Fuentes' aktiviteter var kendte, opmuntret og støttet af de spanske sportsmyndigheder i 1980'erne, der søgte at opnå den bedst mulige forberedelse og form til sine atleter, der skulle med til de Olympiske Lege.
Måske som et resultat af denne praksis, opnåede Spanien sin bedste medaljehøst i sin sportshistorie, da de var værter for Sommer-OL i 1992 i Barcelona.

## Guardia Civils undersøgelse

### Undersøgelsen begyndelse
Politirapporten, der var blev beordret af løjtnanten, er beordret den 8. maj 2006, og allerede i tredje paragraf i rapporten tales der om mulige "doping"-behandlinger. På det tidspunkt var doping ikke ulovligt i Spanien.
Selvom der ikke i første omgang var et specifikt motiv der igangsatte undersøgelserne, indikerede avisen El Mundo at de var drevet af den positive EPO-prøve og efterfølgende diskvalifikation (efter at have vundet det samlede klassement) af den spanske cykelrytter Roberto Heras, fra holdet Liberty Seguros, i Vuelta España 2005, og anklagerne som Jesús Manzano kom med to år før. I den henseende, understregede den detaljerede rapport fra Guardia Civil betydningen af de anklager og tilståelser givet af Manzano, der er tidligere cykelrytter for Kelme (senere omdøbt til Comunidad Valenciana). Avisen El País offentliggjorde også at der ville være en tip-off til undersøgerne fra en der var en del af cykelverdenen, men hvis identitet forblev en hemmelighed. Ligeledes
Asimismo, tilføjede avisen ABC, at under Operation Mamut der demonterede seks ulovlige laboratorier i Madrid og Barcelona, blev der allerede fundet indikationer der pegede på Eufemiano Fuentes.
Jesús Manzano afslørede offentligt i avisen As, i marts 2004, at dopingvar en udbredt praksis og almindeligt i den professionelle cykelverden, og forklarede i detaljer hvordan det blev udført i det tilfælde han kendte til, på Kelme. Så Manzano gav de følgende detaljer:
- Læger: Manzano pegede direkte på Eufemiano Fuentes (daværende læge på Kelme) og gav også navnene på Yolanda Fuentes (Fuentes søster), Alfredo Córdova og Walter Virú, foruden at nævne den italienske sportslæge Luigi Cecchini som en der var meget tæt på Fuentes.[13] José Luis Merino Batres figurerede også blandt de læger som Manzano nævnte.[14]

- Steder: Manzano forklarede at adressen Zurbano 92 var en nøglelokation for netværket, hvor analyserne af cykelrytterne blev udført. Han fortalte også om værelse 101 på Hotel Aida, i Torrejón de Ardoz, hvor Fuentes havde sit studio på daværende tidspunkt.[13]

- Metoder: Manzano fortalt om tabuerne ved de brugt dopingmetoder, og fremhævede blodtransfusionerne: at afgive blod og opbevarer det ved lave temperaturer, for senere at sprøjte det ind i kroppen igen, for at forbedrer præstationen. Han forklarede at man dengang ikke identificerede cyklisten, når man gemte blodposerne, hvilket gav problemer med at kroppen afviste blodet og sundhedsproblemer, når blodet ikke var kompatibelt - noget han selv oplevede også.[13] Han fortalte også om den almindelig brug af forbudte stoffer og substanser i sporten, såsom EPO, HGC Lepori eller Andrio, blandt meget andet.[13] Ligeledes forklarede han at holdlægerne lavede analyser af koncentrationerne på hotellet under konkurrencer, for at sikre at rytterne ikke blev testet positive i dopingkontrollerne.[13]

Disse tilståelser skabet en stor polemik og de blev kraftigt kritiseret af cykelmiljøet; Manzano modtog dødstrusler, der blev angivet til Guardia Civil. Den spanske dommer, Guillermo Jiménez, der afhørte ham, besluttede ikke åbne en formel undersøgelse, fordi doping ikke var ulovligt i Spanien på det tidspunkt, og fordi det ikke var tilstrækkeligt med beviser.
Ikke desto mindre, bekræftede Guardia Civils undersøgelse påstandene fra Manzanos tilståelse, som nævnt i rapporten derfra, i hvilken sandhedsværdien af Manzanos anklager på alle niveauer udtrykkeligt anerkendes: navne, steder og praksis. Manzano udtrykte sin tilfredshed, med at det var blevet bekræftet at han havde fortalt sandheden.

### Opfølgning
Efterforskningen begyndte i februar 2006. Gennem tre måneder (til den 23. maj, datoerne for anholdelser og undersøgelser), begyndte Guardia Civil at holde styr på bestemte personer der tilbød doping, i form af bloddoping eller via medikamenter. Agenterne kaldte dopingnetværket Autotransfusión i deres efterforskningsmateriale.
Således fandtes de stander der blev brugt af dopingnetværket, placeret for at udvikle deres aktiviteter, med hovedparten af dem i centrum af Madrid. Telefoner blev aflyttet for at optage mange samtaler mellem bagmændene og deres klienter, hvilket skulle vise sig at blive vigtigt for at klarlægge hvem der var bag de kodenavne der blev fundet i dokumentationen og på de blodposer der blev beslaglagt i forbindelse med efterforskningen. Yderligere blev ankomsten og afgangen af forskellige klienter (akkompagneret af de der var ansvarlige for komplottet) fotograferet og optager på video, hvilket også blev relevant for i forhold til at identificere kunder og de kodenavne der blev brugt.

### Arrestationer
Den 23. maj 2006 påbegyndte Guardia Civil anholdelsen af personer i Madrid, San Lorenzo de El Escorial og Zaragoza, der mentes at være ansvarlige for dopinghandlinger, på baggrund af de oplysninger der var indsamlet på det tidspunkt:
- Eufemiano Fuentes, kanarisk læge med speciale i sportsmedicin.[14][17] Anholdt ved udgangen fra cafeen på Hotel Pío XII i Madrid, efter mødet med med Merino og Saiz.[8] Kontroversiel i mange år for sin mulige (og indtal da ikke beviste) involvering i doping på tværs af mange forskellige sportsgrene. Da han blev anholdt havde han ti telefoner på sig (med deres nummer skrevet med kuglepen), to af dem med annotationer: Kelme pg nuevo 6... Checo.[18] Han havde også flere forskellige kort: et med navne og telefonnumre på forskellige cykelryttere og teknikere på holdet Liberty Seguros, et andet kort havde adressen, arbejdstelefon, mobil og fax-nummer på Mario Zorzoli (medicinsk chef for UCI), og et andet med Silke-hotellerne, med håndskrevne notater (Ale, Manc, Vino, Popo y Valverde), såvel som et Tour de France 2006-magasin, med dets normale symboler, koder og numre skrevet over hele løbets rute.[18][19] Med kodenavnet Astérix, var han den formodede leder af det dopingnetværk der blev efterforsket.[20]

- José Luis Merino Batres, hæmatolog i et madrilensk laboratorium, chefhæmatolog på Hospital de la Princesa og tidligere direktør for Centro de Transfusiones i Comunidad de Madrid.[17][21][22] Han blev anholdt ved udgangen fra cafeen på Hotel Pío XII i Madrid, efter at have mødtes med Fuentes og Saiz.[8] Han var i tæt samarbejde med Fuentes, med kodenavnet Obélix,[20] hvor han, i sit laboratorium, udførte de relevante analyser for klienterne i netværket. Han blev betalt direkte af Fuentes for sit arbejde.[23]

- Manolo Saiz, sportsdirektør for holdet Liberty Seguros, det tidligere ONCE.[14][17] Han blev anholdt ved udgangen fra cafeen på Hotel Pío XII i Madrid, efter at have mødtes med Fuentes (der refererede til ham som Osobuco eller el Gordo)[20] og Merino.[8] På tidspunktet for sin arrestation bar han på en kuffert med 60.000 euro i kontanter (som han skyldte Fuentes for hans og netværkets ydelser), og en køletaske med dopingpræparater.[24][25] Han blev løsladt dagen efter, da han blev anset som klient i netværket, ikke et medlem af det. Under sin anholdelse fortalte han at ved at hyre Roberto Heras i 2004, bad han Fuentes om at være hans læge, noget Fuentes accepterede, og dermed genforenede ham med lægen, der også var holdlæge for ONCE i 1990'erne. Det samme bad han Fuentes om med flere andre af sine ryttere.[26] Saiz spurgt selv, om Fuentes ville tage hånd om en af sine ryttere.[26] Mere end halvdelen af cyklisterne på holdet optrådte (ved eget navn eller i kode) i den indsamlede dokumentation.[19]

- José Ignacio Labarta, assisterende sportsdirektør på holdet Comunidad Valenciana (det tidligere Kelme).[14][17] Han blev anholdt i Zaragoza. Han var, udover en klient, også deltager i dopingnetværket (med kodenavnene Marcario og Bigotes),[20] og udvekslede selv dopingstofferne med Fuentes, via kurér.

- Alberto León Herranz, tidligere mountainbike-cykelrytter.[14][17] Han blev anholdt i San Lorenzo de El Escorial. Han var en samarbejdspartner i netværket, med kodenavnet Alí Babá,[20] og sørgede for at det kom frem til deres destination (løb, holdkoncentrationer...), nogle af afsendelserne af de produkter netværket tilbød, foruden at reserverer værelser på hoteller i Madrid for ekstraktionerne/genindførslen af blod, og rengøring af de etager der blev brugt af Fuentes.[27] I det øjeblik hvor han blev anholdt havde han en reservation til en flybillet til Milano dateret en dag tidligere (22. maj), hvor de sidste uge af Giro d'Italia 2006 blev afholdt,[9] et løb der blev kaldt "samarbejdspartner" (mail) af Fuentes-netværket, som det fremgår af et manuskript beslaglagt i registrene.[23]

### Optegnelser
Efter anholdelserne, lavede Guardia Civil optegnelser over de følgende adresser:
Madrid
- C/ Caídos de la División Azul n.º 20, 4.º A: Eufemiano Fuentes' ejendom. Det var i denne ejendom han boede når han var i Madrid. I deres registre var der to køleskabe og en kummefryser med en volumen på cirka 200 liter, hvori de frøs 96 poser med blod (koncentrat af frosne røde blodceller, til brug i blodtransfusion) og 20 poser med blodplasma. Hovedparten af disse beslaglagte poser blev identificeret med et kodenavn, et nummer og en dato (angiveligt dato for ekstraktion). I det primære køleskab blev der kun fundet mad, men i det sekundære var der steroider, anaboler, kortikoider og forskellige hormoner (nogle af disse medikamenter var udløbet). Det var også her at der blev fundet flere dokumenter, hvis analyse sørge for at efterforskerne kunne identificere hvilken medicin den enkelte atlet fik tildelt gennem programmerne, brugen af denne medicin, såvel som viden om flere medikamenter, beslaglagt i andre registre.[16]

- C/ Alonso Cano n.º 53, 5.º D: Eufemiano Fuentes' ejendom. I registret blev der beslaglagt 89 poser med blod og 19 poser med plasma.[16]

- C/ Fernández de la Hoz n.º 56, 1.º A: José Luis Merino Batres' ejendom.[16]

- C/ Zurbano n.º 92, entreplanta: José Luis Merino Batres' ejendom. Det var i denne ejendom at analyserne af klienterne i Fuentes' netværk, blev udført.[16] Dette sted var allerede blevet udpeget af Manzano år før, som et vigtigt sted i dopingnetværket.[28]

Zaragoza
- Avda. La Ilustración 35-156: Ignacio Labartas ejendom.[16]

San Lorenzo de El Escorial
- C/ Lepanto n.º 9 Puerta 7: Alberto Leóns ejendom.[16]

### Nationale og internationale forbindelser
Dopingholdet der blev styret af Eufemiano Fuentes i Spanien var ikke en isoleret organisation, men var en del af et Pan-europæisk dopingværk, med celler på hele kontinentet; cellerne arbejdede uafhængigt, dog med intensive samarbejdsaftaler på tværs.

#### Italien
Som fastslået i rapporten fra Guardia Civil, var dopingnetværket udbredt til Italien ved Luigi Cecchini, en kontroversiel sportslæge med bopæl i Toscana, og som, af pressen, kædes sammen med Fuentes i forbindelse med Vuelta a España 2001. Fuentes og Cecchini byttede klienter og hjalp hinandens når disse var i deres respektive lande. Faktisk havde en af Fuentes' klienter kodenavnet Clasicómano Luigi, der refererede til en af Luigi Cecchinis specielle klienter, der blev behandlet af Fuentes. Klienten bag kodenavnet er dog endnu ikke identificeret.
Alessandro Kalc, cykeltræner fra Trieste-regionen, y sportsdirektør for det italienske talenthold SK Devin, refereret til med kodenavnet Manos pequeñas. Han var kurer for gruppens aktiviteter i Italien, og ankom derfor engang i mellem til et hotel i Madrid for at modtage pose med blod og transportere dem tilbage til de transalpine lande.

#### Tyskland
Guardia Civil har også identificeret en tysk læge der var stop for en gruppe i Tyskland. Helt konkret fandt de, i samarbejde med det tyske politi, at et medikament der blev beslaglagt fra Manolo Saiz ved hans anholdelse den 23. maj 2006, efter han fik det af Fuentes, Synachten, faktisk var en forfalskning lavet i hemmelige kinesiske laboratorier, og det blev, på ulovlig vis, ført ind i et tysk hospitalsapotek fra Spanien gennem lægen Markus Choina og dennes kone, der var apoteker - begge var samarbejdspartnere i Fuentes dopingnetværk.
Choina, anæstæsilæge i Bad Sachsa og en af cheflægerne på klinikken Helios i Blericherode (specialiseret i ortopædkirurgi), sendte den 10. maj ti kasser med Actovegyn-piller og mellem fem og seks kasser med Synachten til Fuentes gennem Labarta. Dette er klart fra telefonsamtaler mellem Choina og Fuentes (den 14. maj 2006, hvor Fuentes lovede at betale ham gennem bankoverførsel), og Labarta og Fuentes (i hvilken Labarta lovede at sende det til Fuentes via kurér),optaget af henholdsvis det tyske forbundspoliti og det spanske Guardia Civil. Dette ville forklarer fundet af Synachten i isotermiske tasker under anholdelserne den 23. maj, hvor de blev afleveret af Fuentes til Manolo Saiz - dens sidste destination, der skulle bringes med til Liberty Seguros' træningslejre i Pyrenæerne forud for Tour de France 2006.
I følge den tyske avis Süddeutsche Zeitung ville Choina selv tage til Spanien (i følge forklaringer fra sine venner), konkret til Gran Canaria (øen hvorfra Fuentes oprindeligt kommer), for personligt at arbejde med de højtstående atleter, og han skulle endda have foreslået en kollega på klinikken, at blive en del af plottet.

#### Frankrig
Ifølge avisen El País, skulle Guardia Civil have identificeret den franske tidligere cykelrytter Pascal Hervé som Fuentes' kontakt i Frankrig. Hervé, der stoppede i 2001 efter at have været en af de første cykelryttere der blev testet positiv for EPO takket være nye afsløringsteknikker, skulle have givet sørget for at Fuentes havde en lejlighed i Limoges (placeret ved siden af restauranten La Bibliothéque, og i det gamle kommunale bibliotek).
Fuentes brugte lejligheden i Limoges den 12. juli 2004, på hviledagen i Tour de France før den afgørende etaper i Pyrenæerne, hvor de mødtes en og en med deres cyklist-klienter (for ikke at møde hinanden), for at fortsætte med blodtransfusionerne ved at bruge det blod der blev taget ud tidligere (formentligt en måneds tid tidligere, i juni, og det ville være blevet opbevaret i den lejlighed). En af Fuentes' klienter der blev identificeret i lejligheden, blandt andre cykeltrofæer, var vinderen af pointklassementet i Vuelta a Burgos 2000, der blev vundet af Hervé.
I den samme udgave af Grande Boucle, og gennem hele hviledagen før etaperne i Alperne, en anden af Fuentes' venner sørgede for en lejlighed i Grenoble til blodtransfusioner for sine klienter.

#### Valencia (Spanien)
Ligeledes trak plottet tråde til den spanske Middelhavskyst, helt konkret i Valencia, hvor der var en celle med en struktur lignende den Fuentes' havde i Madrid: den bestod af en læge med hovedansvar, en anden læge der skulle skaffe stofferne, en sportstræner og en kurér for transporten. Cellen i Valencia havde klienter fra flere forskellige sportsgrene, ikke kun cykelryttere. Men ingen af navnene på de sportsklienter der var i netværket er blevet frigivet på nuværende tidspunkt.
Mistanken om Valencia-sporet udvidede sig til udviklingen af falske medikamenter (herunder hormoner) i provinsen Valencia, skabt i hemmelige garager og lokaler. Der havde været forudgående mistanker: tre år før, i 2003, blev en gruppe der arbejde med disse ulovligheder optrævlet i den valencianske by Cullera; den samme gruppe reorganiserede sig i de tre år, hvor de udviklede en aktivitet identiske med den der tidligere var blevet udført. I september 2006 blev der på en losseplads i Valencia, fundet 3.000 kasser med Norditropin Simplexx, et af de stoffer der blev brugt af Fuentes' netværk, med identisk indpakning.
I november 2009 foregik Operation Grial i Valencia-området, en ny dopingefterforskning udviklet af Guardia Civil omhandlende lægen Walter Virú, kollega til Fuentes på Kelme år forinden. Avisen El País afslørede at Virú allerede var blevet undersøgt i Operación Puerto, men på grund af en pludselig reduktion i personel gjorde at de blev nødt til at fokusere på Madrid-grenen af plottet.

### Servicer tilbudt af netværket
For argot opdaget og dechiffreret, se Slang opdaget i Operación Puerto
Ifølge rapporten fra Guardia Civil, står det klart via beslaglagte dokumenter, at Fuentes' gruppe stod bag planlægning af sport for andre atleter der betalte for deres servicer. Denne kalender (der dækker november til oktober) bestod af tre punkter:
- Konkurrencerne hvori de deltog.[23]

- Planlægningen af administrationen af stoffer der hovedsageligt dækkede anaboler, steroider, kortikosteroider og forskellige typer af hormoner (EPO, HMG, væksthormon, testosteron, etc.);[45] nogle af dem (Jintropin-sagen) var forfalskede produkter fra hemmelige kinesiske laboratorier.[23][46] Stoffer såsom Prozac (antidepressiva) eller Diazepam (anxiolytika) blev også brugt. Et af de mest slående fund af stofferne var CERA,[11] en tredjegenerations ESA, der var umulig at spore i datidens antidopingtest (det kunne ikke spores før to år senere, under Tour de France 2008);[47] faktisk var CERA på det tidspunkt (maj 2006) stadig under udvikling, og Roche-laboratorierne (ejerne af patenterne) fik først i august 2007 tilladelse fra Europa-Kommissionen til at sælge produktet i EU - hvilket de begyndte på i starten af 2008. Kodenavnet der refererer til stoffet (fordi hver havde sit eget kodenavn) var pichicata.[48]

- Kun i tilfælde med enkelte atleter, var der et program for ekstraktion/genindsættelse af blodprøver.[23] Sådanne transfusioner (i slang kaldet "olieudskiftning") var dopingnetværkets bedste ydelse, og i modsætning til medikamenterne, kun for de der kunne betaler meget.[23] Både homologiske transfusioner (blod kompatibelt med andre personer) og autotransfusioner blev udført (hvoraf sidstnævnte var svære at afsløre i en dopingtest).[23] Proceduren ville være følgende: udtrække blod fra atleten for koncentrere det og komme det i et køleskab med lave temperaturer for senere administration. I tidligere år, blev blodet opbevaret ved 4 °C, hvilket indikerede en tidlig udløbsdato: 35 dag (når der blev brugt CPDA, bolsas simples) eller 42 dage når der blev brugt SAG Manito, bolsas triples).[16] Hver gang en atlet fik trukket en eller to doser (450 cc) blod ud, en tilsvarende mængde af opbevaret (og koncentreret) blod på randen af udløb, blev indført igen. Denne metode havde et muligt problem, grundet den begrænsede tidsgrænse den havde. Men i 2006 købte netværket to ACP125, et sofistikeret apparat der tillod blodet at blive frosset ned ved -80 °C, så det dermed kunne holde sig i flere år. Teknikken blev lært af Merino Batres i november 2005, på et kursus hos den spanske hær, og fik i februar 2006 50 poser med fysiologisk saltvandsopløsning af det militære apotek, hvilket var essentielt for ordentlig vedligeholdelse af ACP125. Et andet element der er nødvendigt for at konserverer de røde blodceller uden at ødelægge dem, glycerol (der kunne købes på et apotek for €5/L), blev købt gennem de officielle blodtransfusionscentre i Andalusien (tre liter) og Valencia (1,5 liter), takket være hans position som chef for hæmatologi på Hospital de la Princesa, et offentligt hospital i Madrid. Før frysning af en enhed af blod (450 cc)), tilsættes det 10 % glycerol; disse poser var kendt som siberias. Transporten, inkluderet i netværkets service, blev udført ved hjælp af rygsække med kølende egenskaber, der var i stand til at bevare kulden ved hjælp af et system af tøris; hvis transporteret i fly, blev tasken tjekket ind som håndbagage, aldrig tjekket ind som regulære bagage.[14][48][49][46]

Netværket gav også sine sportsklienter metoder, sådan at de førnævnte dopingmetoder ikke kunne spores i antidopingkontroller. Hvis medikamenter blev brugt, blev albumin (et plasmaprotein) brugt til at sløre resultaterne så det ikke blev en positiv prøve; når det drejede sig om blodtransfusioner, blev der administreret plasma før kontrollerne, for at sløre genopfyldningen af koncentratet af de røde blodceller. I tilfælde af urinkontroller, skulle atleterne skrubbe deres hænder i polvos de la Madre Celestina før kontrollen, da proteaserne i disse pulver gør proteinerne i urinen var udvidet, og derved undgik man en positiv prøve.

### Identifikation af sportsklienter
For de rigtige navne og kodenavne, se afsnittet Netværkets klienter.
En af de punkter i Operación Puerto der var mere interessant for offentligheden, var at kende identiteten på sportsklienterne i dopingnetværket. Fra det øjeblik sagen blev kendt, har Guardia Civil understreget at det drejede sig om atleter fra mange forskellige sportsgrene (fodbold, tennis, boksning, cykling og atletik), af hvilken de havde både videoerne og optagelser.
Men alligevel endte Guardia Civil med kun at identificere 58 af klienterne i sin rapport, alle sammen cykelryttere. Seks af disse klienter er siden konfirmeret (og sanktioneret) af de internationale sportsorganisationer, resten er ikke blevet sanktioneret, på trods af de er blevet identificeret. Dette er fordi de spanske myndigheder har afvist de fleste af forespørgslerne fra de internationale sportsorganisationer omhandlende overlevering af beviserne beslaglagt i Operación Puerto (både blodposerne og dokumentationen, i hvilke administrationen af dopingstofferne er indikeret, optegnelser af betalinger, håndskrevne noter, etc.), for de rette autoriteter havde ikke haft de nødvendige beviser for at anvende de rette dopingsanktioner.
Identiteten på resten af klienterne forblev ukendt, herunder alle de atleter der ikke var cyklister. Dommer Serrano godkendte ikke at efterforskerne fra Guardia Civil kunne undersøge indholdet i de to computere og de ti mobiltelefoner beslaglagt i efterforskningen, selvom de ville have rigeligt med information til muligvis at identificere flere atleter, de benyttede sig af de praksiser som netværket tilbød. Ligeledes var der ingen opfølgning på Fuentes' regnskaber, som han modtag i kontanter eller bankoverførsel til sin konto i en filial af HSBC i Schweiz, et spor der kunne have ført til flere identifikationer, hvilket den tysk avis Süddeutsche Zeitung demonstrerede. Dommeren pålagde efterforskerne denne begrænsning på baggrund af at doping ikke var en forbrydelse i Spanien, og at disse undersøgelseskanaler var irrelevante for at belyse en eventuel forbrydelse mod folkesundheden. Desuden overvejede dommer Serrano ikke andre veje eller undersøgelsesudvalg, der ville have berettiget yderligere undersøgelse af dopingnetværket, såsom svig og skade på sponsorernes image, eksempelvis. Faktisk blev disse veje brugt i Tyskland (hvor doping ikke var en strafbar handling) til at undersøge og sanktionere dopingtilfælde: Patrik Sinkewitz blev dømt af en domstol til at kompenserer en sponsor for skader på dennes image på grund af doping, og, allerede ved Operación Puerto, med sagen om Jan Ullrich der blev undersøgt for mulige svindelanklager eller sportssvindel ved at undersøge hans hjem, få hans DNA og bekræfte at han var en del af Fuentes' dopingnetværk.
Dommer Serranos og de spanske myndigheders holdning der var i modstrid med at fortsætte efterforskningen eller at bruge de prøver der allerede var indsamlet, fremprovokerede massere af kritik fra internationale organisationer (WADA og UCI) og de udenlandske føderationer (såsom CONI), hvilket fik flere af disse institutioner til at starte deres egne undersøgelses- og sanktionsprocedurer i sagen (faktisk har alle bekræftelser og sanktioner af sportsklienter indtil videre, fundet sted uden for Spanien).

### Økonomisk kriminalitet der ikke er efterforsket
I august 2007 udgav ARD, en tysk tv-station, en ekstensiv reportage om efterforskningen i hvilken de fortalte at dommer Serrano afviste at lade agenter fra Guardia Civil undersøge indholdet fra fem bærbare computere (tilhørende Fuentes, Merino Batres og Manolo Saiz), da efterforskerne selv, i et kort resumé af deres indhold, havde fundet beviser for at netværket, udover doping, også lavede kriminalitet såsom skatteunddragelse eller hvidvaskning af penge.

## Den spanske retslige undersøgelse

### Åben og kontroversielt arkiv
Den spanske lov på det tidspunkt anså ikke doping som en kriminel handling, så undersøgelsesdommeren´Antonio Serrano (fra magistralret #31 i Madrid) fokuserede ensidigt på om det var en forbrydelse med folkesundheden.
Ved at fokusere på en mulig forbrydelse mod folkesundheden (da doping ikke var kriminelt i Spanien på det tidspunkt), afvist dommeren at bekræfte (ved at bruge DNA-beviserne) identiteten på sportsklienterne hos Fuentes, der var identificeret af Guardia Civil, selvom nogle prøver er blevet godkendt til at blive sendt til Italien og Tyskland, der bekræftede alle identifikationerne lavet af tidligere af Guardia Civil. Men dommeren har afvist at videregive alle beviserne og prøverne indsamlet af Guardia Civil til de internationale sportsorganisationer (UCI, WADA) der kunne pålægge sportslige sanktioner.
Dommeren sendte 99 af de cirka 200 poser blod der blev beslaglagt den 23. maj af Guardia Civil til laboratoriet INIM i Barcelona, for analysering af stoffer der kunne angive en forbrydelse mod folkesundheden. Ikke alle de beslaglagte poser blev sendt, men de mest mistænkelige blev, uden at forklare overskredet årsagen til, at en række poser ikke blev sendt til relevante analyser. I 91 poser blev der lavet en generel undersøgelse af dopingstoffer (med en pris på 200 euro pr. analyseret pose); I de resterende otte, hvor der blev fundet høje niveauer af EPO, blev der foretaget en specifik test for stoffet, hvorved der kunne findes eksogent EPO (det vil sige en blodprøvetest, der kunne indikere en forbrydelse mod folkesundheden). Dette faktum gjorde at den anden test blev endnu dyrere (300 euro ekstra per pose) for alle andre poser (de resterende 91 og de poser der ikke var sendt), men det blev ikke gjort da fordi justitsministeriet allerede skyldte laboratoriet i Barcelona €25.000 for de prøver der allerede var lavet. På denne måde forblev de fleste poser uanalyseret eller kun delvist analyseret.
Dommeren, baseret på information fra en rapport fra Instituto Nacional de Toxicología der fortalte af mængden af EPO fundet i de blodposer der blev undersøgt ikke var en risiko for atleternes helbred, fandt at der ikke var begået en forbrydelse mod folkesundheden, og afviste sagen og arkiverede den den 8. marts 2007. Men rapporten tog ikke højde for at det ikke drejede sig om et bestemt forbrug, men om et kontinuerligt forbrug, i forbindelse med andre substanser - en situation der har beviselige ødelæggende effekter for helbredet i følge diverse medicinsk litteratur, såvel som en specifik videnskabelig udgivelse af en medicinsk specialist fra Clínica Universitaria de Navarra.
Dommer anmodede heller ikke den spanske lægemiddelstyrelse (AEM) om en rapport om de medikamenter der blev brugt, og deres bivirkninger. Det viste sig at flere af de medikamenter der blev beslaglagt var for gamle, var forfalskninger eller var identiske med stoffer der var blevet fjernet fra markedet grundet store risici forbundet med brug af disse stoffer. Ved at dommeren ikke anmodede om denne rapport, kunne disse fund ikke blive fuldt demonstreret og derved forhindredes disse fakta fra at blive brugt som argumenter der ville have demonstreret at en forbrydelse mod folkesundheden havde fundet sted.
Yderligere, arkiverede dommeren (der accepterede Fuentes' version om at nogle af dopingpræparaterne var til personligt brug) inden at have modtaget en rapport fra Centro de Transfusiones i Madrid om de forhold hvorved blodposer blev bevaret. På samme måde lavede han ingen referencer til den dobbelte positive homologe transfusion af de to identificerede klienter hos Fuentes (Tyler Hamilton og Santí Pérez, begge fra holdet Phonak), hvilket ifølge avisen El País kunne skyldes forvirring da de udførte de to transfusioner, hvilket kunne have skabt en type II hypersensitiv reaktion, hvis de ikke havde været kompatible (med de hertil forbundne sundhedsrisici for atleterne, der boede hos den første person Jesús Manzano).
Til sidst argumenterede dommeren i sin afslutning for at ingen atleter var kommet til skade som følge af Fuentes' behandlinger, en kontroversiel udtalelse, da skaderne af et dopingforbrug ikke kan måles på den korte bane. Yderligere inkluderede dommeren ikke de medicinske rapporter omhandlende Marcos Serrano i sin afslutning, rytteren der forlod Giro d'Italia 2006 og blev indlagt i flere dage på intensiv afdelingen i en uge efter han selv injicerede sig med blod fra en blodpose, ifølge Guardia Civils efterforskningen, der identificerede ham som en af klienterne i plottet.

### Afvisning af Manzanos klage
Den tidligere cykelrytter for Kelme (og tidligere klient hos Fuentes), Jesús Manzano klagede over sagsakterne, da den lukkede inden de undersøgelser dommer Serano havde krævet, blev udført, såsom retsanmodninger til andre lande for at udspørge cykelryttere.
Men anmodningen om genoptagelse fra Manzano blev afvist af dommer Carmelo Jimenez i juni 2006, der var stedfortræder for Serrano og dommer i Instrucción n.º 31 de Madrid. Dommeren anførte at han ikke skulle undersøge alt, hvis han fandt at nogle af forespørgslerne var "ubetydelige".

### Første genåbning
5. sektion af Madrids Audiencia Provincial, tog sig af de seks appeller der kom fra UCI, WADA, AIGCP, RFEC, Finansministeriet og Statsadvokaten, der den 14. februar 2008 beordrede dommer Serano at genåbne sagen.
Dommer Serrano, baseret på en ny information fra Instituto Nacional de Toxicología fra 8. august samme år, fortalte at EPO-niveauet i blodposerne ikke udgjorde en risiko for atleternes sundhed, når de injicerede det. Han afviste derfor sagen igen den 26. november 2008, da han ikke mente der kunne findes bevis for en forbrydelse mod folkesundheden. Rapporten som dommeren baserede sin beslutning på, indeholdte dog følgende konklusion:
"De homologiske transfusioner har en række risici for patienten, der øges i dette tilfælde da de tekniske krav og minimumsbetingelser for at opnå, forbedrede, konserverer, distribuere, forsyne og terapeutisk brug af blodet og dets komponenter øges."
Dommer Serrano anså at de risici der var for patienten, som rapporten refererede til, ikke var nok til at fortsætte processen.

### Anden genåbning
Madrids Audiencia Provincial (helt konkret, præsidenten for femte sektion, Arturo Beltrán) beordrede endnu en genåbning af dommer Serrano den 12. januar 2009, hvor han bad om forberedelsen af retssagen, for at forstå om der var sket en forbrydelse.
Denne retssag ville ikke give nogen form for straf til de implicere atleter (kun dem der havde begået en forbrydelse mod folkesundheden), men da retssagen sluttede blev evidensen (herunder de blodposer og deres indhold, der blev beslaglagt hos Dr. Fuentes) videregivet til de sportsautoriteterne (UCI, WADA, RFEC), så de kunne, hvis nødvendigt, pålægge de rette sportslige sanktioner, da størstedelen af poserne endnu ikke var blevet identificeret.

## Udenlandske efterforskninger
Andre lande (Tyskland og Italien) åbnede deres egne efterforskninger for at undersøge de atleter der blev identificeret af Guardia Civil i deres rapport om klienterne i Fuentes' dopingnetværk. I øjeblikket er alle de klienter der er rapporten blevet identificeret på grund af efterforskningerne i disse lande.

### Tyskland
Den 14. september 2006, som et resultat af efterforskningen foretaget af statsanklageren i Bonn, Friedrich Apostel, der undersøgte en mulig svindelsag på hans hold, gik politiet ind i Jan Ullrichs hus (identificeret af Guardia Civil som klient i Fuentes' dopingnetværk i Schweiz og de indsamlede DNA-materiale mens han var på bryllupsrejse med sin kone Sara. Ullrichs advokater havde succes med at forhindre at prøverne fra Schweiz ikke kunne bruges til at sammenligne Ullrichs DNA med de i blodposerne fra Operación Puerto, selvom cykelrytteren gik med til at give en spytprøve til de tyske myndigheder.
Derefter blev det genetiske materiale sammenlignet med blodprøven fra oversigten over Operación Puerto, via en godkendelse fra dommer Serrano. Den 3. april 2007 blev det meddelt at prøven havde bekræftet Ullrich, der efterfølgende meddelte sit karrierestop den 26. februar, som klient i dopingnetværket: han havde kodenavnene número 1, Jan, Yo og Hijo de Rudicio. Det var den første klient (der allerede var identificeret af Guardia Civil) der blev bekræftet. Sagen blev lukket i marts 2008, da Ullrich fik en bøde på 250.000 euro. I oktober 2009 afslørede tyske Der Spiegel at det tyske forbundspoliti (BKA), i deres undersøgelse, havde konstateret at han var rejst til Madrid 24 gange for at besøge Fuentes' konsultation, mens hans mentor Rudy Pevenage havde besøgt ham mindst 15 gange mellem 2003-2006, ifølge den analyse af Pevenages computer, der blev fundet på hans hjemmeadresse. Sagsakterne afslørede også at BKA havde fået bekræftet at Ullrich havde betalt 80.000 euro til Fuentes gennem to kontoer - som betaling for dennes hjælp.
Ligeledes tilstod cykelrytteren Jörg Jaksche i en tysk ret (og også offentligt) at han var klient hos Fuentes: og han var bag kodenavnene número 20, Bella, Jorge, JJ, Vains og Vans. Under sin ekstensive forklaring, fortalte Jaksche om sit forhold til Fuentes, og detaljeret om hvordan de mødtes for at planlægge et dopingprogram, modus operandi for ekstraktion/genindføring af blodet og logistikken for overførslen af poserne, betaling for hjælpen, udover at bekræfte at lægen Markus Choina var manden bag netværket i Tyskland; faktisk bekræftede han at han kort før Tour de France 2005, var rejst til Choinas hjemby Bad Sachsa, for at lægen kunne trække blod, og Choina selv vendte tilbage for genindføre blodet på den aftalte dato, da Touren kørte rundt på tysk jord.
På den anden side ransagede BKA den 17. august 2006 Markus Choinas hjem og klinikken hvor han arbejdede, da han var en formodet samarbejdspartner med Fuentes i Tyskland. Under denne ransagning fandt agenterne flere kasser med dokumenter, en computer og kontoudtog; i tilfælde af at de kunne påvise et brud på den tyske farmakologilovgivning, kunne Choina se frem til alt mellem tre år i fængsel og en bøde.

### Italien
I Italien var Comité Olímpico Nacional Italiano (CONI) ansvarlige for efterforskningen.
I starten fokuserede CONI på at efterforske de italienske cykelryttere identificeret af Guardia Civil, for at bekræfte at Ivan Basso og Michele Scarponi var klienter i Fuentes' dopingnetværk. Selvom begge tilstod, blev Basso suspenderet i to år (24 måneder, maksimum for doping), efter at CONI's antidoping advokat Ettore Torri hævdede at samarbejdet ikke havde bidraget med noget signifikant. Scarponi fik sin suspendering reduceret til 18 måneder for sit samarbejde med CONI i efterforskningen af sagen. Begge bekræftelser fandt sted i juni 2007. I december samme år gav CONI klienten Giampaolo Caruso en to års suspendering, mens rytteren Alessandro Kalc fik en livstidskarantæne. Caruso appellerede sin suspension til CAS, der dømte til fordel for ham den 20. januar 2009.
I 2007 fik CONI muligvis ikke bare at undersøge og sanktionere italienske atleter, men også udenlandske atleter.
I starten af 2009 fik CONI prøver fra 42 af de samlede antal (omkring 200) blodposer beslaglagt af Guardia Civil under ransagningen den 23. maj 2006, hvilket åbnede døren for flere bekræftelser af atleter der havde været klienter i Fuentes' dopingnetværk (med tilhørende sportslige sanktioner). CONI fik disse 42 prøver på grund af den vikarierende dommer i det 31. distrikt i Madrid, Ana Teresa Jiménez Valverde, da den normale dommer Serrano (der tidligere, i flere tilfælde, havde afvist at udleverer efterforskningens beviser) var på ferie.

#### Valverde-sagen
Den 11. februar 2009 annoncerede CONI's antidoping-advokat Ettore Torri, efter at havde undersøgt blodet i en af blodposerne gennem DNA-test (den med kodenavnet 18- Valv.Piti), med blod fra den spanske cykelrytter Alejandro Valverde (der blev indsamlet under en etape i Tour de France 2008 med afslutning i Italien), at Valverde var blevet identificeret og bekræftet som klient hos Eufemiano Fuentes i dennes dopingnetværk, der var optrævlet i Operación Puerto Torri anbefalede at han blev sanktioneret med en suspension på to år.
Den 11. maj fandt det national antidopingtribunale under CONI, at det den evidens Torri havde præsenteret for dem, var nok til at bevise at Valverde havde været klient i Fuentes' dopingnetværk, og gav ham derfor en suspendering på to år for alt cykelløb på italiensk territorium, der kunne gøres gældende i hele verden af UCI. Valverde blev dermed den første klient bekræftet, der ikke tidligere var identificeret af Guardia Civil, og også den første bekræftede spanske atlet.
Valverde, der altid har afvist anklagerne og hævdet sin uskyld, ankede sagen til CAS, der ville give en endelig dom i sagen der havde skabt en konflikt mellem de italienske myndigheder og WADA(der var for at straffe)  og de spanske (der var mod at straffe).
CAS validerede CONI's procedure, og bekræftede den italienske organisations sanktioner mod Valverde, gennem en straf der blev gjort offentlig i marts 2010. To måneder senere, den 31. maj 2010, blev yderligere en straf offentliggjort, da han fik gjort sin straf til to års karantæne på verdensplan.

## Netværkets klienter
I den detaljerede rapport om efterforskningen som Guardia Civil sendte til dommer Serrano, identificerede flere atleter (alle cykelryttere) som klienter i Fuentes' dopingnetværk. Fuentes delte sine cykelklienter op i tre grupper: blå (fra holdet Liberty Seguros, grønne (fra holdet Comunidad Valenciana) og mine (konkrete klienter fra de andre hold).
Af dem alle er fem (plus en enkelte ikke identificeret af Guardia Civil) er siden blevet bekræftet gennem DNA og tilståelser, mens resten stadig venter på en definitiv bekræftelse eller afvisning, baseret på de forhåndenværende beviser (blodposer og dokumentation).

### Bekræftet og sanktioneret/stoppet
I øjeblikket er det kun seks cykelryttere der er blevet bekræftet som klienter i Fuentes' dopingnetværk, selvom han selv siger at kun en del af mine klienter var cykelryttere. Alle de bekræftede tilfælde (Giampaolo Caruso blev frikendt af CAS), fremgik navnene på cykelrytterne allerede i rapporten fra Guardia Civil der blev sendt til dommer Serrano - på nær Valverde-sagen.
Det følgende er en liste over bekræftede klienter:
| #  | Rigtige navn       | Hold             | Kodenavn                      | Id af GC | Bekræftelse             | Konsekvenser                                   |
| -- | ------------------ | ---------------- | ----------------------------- | -------- | ----------------------- | ---------------------------------------------- |
| 1  | Jan Ullrich        | T-Mobile         | Jan, Yo, Hijo de Rudicio      | Ja       | Bonns finansministerium | Allerede stoppet                               |
| 2  | Ivan Basso         | CSC              | Birillo                       | Ja       | CONI                    | Dom på to år                                   |
| 18 | Alejandro Valverde | Caisse d'Epargne | Valv.(Piti)                   | Nej      | CONI                    | Dom på to år i Italien, universaliseret af CAS |
| 20 | Jörg Jaksche       | Liberty Seguros  | Bella, Jorge, JJ, Vains, Vans | Ja       | Tilståelse              | Dom på et år                                   |
| 32 | Michele Scarponi   | Liberty Seguros  | Zapatero, Presidente          | Ja       | CONI                    | Dom på 18 måneder                              |
|    | Giampaolo Caruso   | Liberty Seguros  | rigtige navn                  | Ja       | CONI                    | Dom på to år, frikendt af CAS                  |

- Farven angiver ikke graden af skyld, men til hvilket hold rytteren tilhørte.

### Identificerede
Guardia Civil identificerede mange flere cykelryttere som klienter i Fuentes' dopingnetværk i den efterforskningsrapport de sendte til dommer Serrano, baseret på videooptagelser af ind- og udgange fra den anklagede (og sammenholdt disse datoer med dem der var på blodposerne), optagede telefonsamtaler mellem Fuentes, Labarta og Manolo Saiz (i hvilke, når de snakkede om cykelryttere brugte de kodenavne, men de kan identificeres ved hjælp af resultaterne fra Giro d'Italia 2006, som de selv nævner), datoerne for udtagning af blodprøver og tilbageførelse, samt andet bevismateriale samlet ind af Guardia Civil under efterforskningen (fax, kontoudtog med mere...). Men ingen af de følgende cykelryttere er bekræftet som klienter (og er derfor ikke straffe med to års suspendering for doping) fordi dommer Serrano ikke beordrede deres DNA til at blive sammenlignet med indholdet i blodposerne fundet i efterforskningen, og ej heller lod internationale sportsorganisationer (såsom WADA) gøre det.
Nedenfor er en liste med cykelryttere identificeret af Guardia Civil som klienter hos Fuentes, men endnu ikke bekræftet (for detaljeret information, se den fulde rapport fra Guardia Civil, som kan tilgås fra Eksterne henvisninger):
| #    | Rigtige navn                    | Hold                                                  | Kodenavn                        | Id. GC | Referencer                   |
| ---- | ------------------------------- | ----------------------------------------------------- | ------------------------------- | ------ | ---------------------------- |
| 3, 4 | Santiago Botero                 | Phonak                                                | Sansone, Nicol                  | Ja     | [ 16 ] [ 23 ] [ 51 ] [ 109 ] |
| 5    | Óscar Sevilla                   | T-Mobile                                              | Sevillano                       | Ja     | [ 16 ] [ 51 ]                |
| 6    | Santi Pérez                     | Positiv i efteråret 2004. Sidste hold: Phonak         | Santi-P, Santi PZ, S.Pere       | Ja     | [ 23 ]                       |
| 7    | Unai Osa                        | Liberty Seguros                                       | UNA, 1ai                        | Ja     | [ 23 ] [ 51 ]                |
| 8    | Aitor Osa                       | Liberty Seguros                                       | ATR OS                          | Ja     | [ 23 ] [ 51 ]                |
| 11   | Tyler Hamilton                  | Positiv i Vuelta 2004. Sidste hold: Rock Racing       | 4142, HMLTN                     | Ja     | [ 23 ]                       |
| 12   | José Enrique Gutiérrez Cataluña | Phonak                                                | Búfalo, Guti, Catalán           | Ja     | [ 16 ] [ 23 ] [ 51 ] [ 109 ] |
| 13   | Marcos Serrano                  | Liberty Seguros                                       | Alcalde, MS, SRR                | Ja     | [ 23 ] [ 51 ] [ 109 ]        |
| 14   | Roberto Heras                   | Positiv i Vuelta 2005. Sidste hold: Liberty Seguros   | RH                              | Ja     | [ 23 ] [ 109 ]               |
| 16   | Ángel Vicioso                   | Liberty Seguros                                       | AV, Vcs, Vic                    | Ja     | [ 51 ] [ 109 ]               |
| 17   | Francisco Mancebo               | Ag2r                                                  | Paco, Goku                      | Ja     | [ 51 ]                       |
| 19   | Constantino Zaballa             | Caisse d'Epargne                                      | Falla                           | Ja     | [ 16 ] [ 51 ]                |
|      | Marco Pantani                   | Døde den 14. februar 2004                             | PTNI                            | Ja     | [ 51 ]                       |
|      | Ángel Edo                       | Andalucía Paul Versan                                 | Edo                             | Ja     | [ 51 ]                       |
|      | Jesús Hernández                 | Liberty Seguros                                       | Hdez                            | Ja     | [ 51 ]                       |
|      | David Etxebarria                | Liberty Seguros                                       | ETB                             | Ja     | [ 51 ]                       |
|      | Joseba Beloki                   | Liberty Seguros                                       | JB, Blk, rigtige navn           | Ja     | [ 51 ] [ 109 ]               |
|      | Igor González de Galdeano       | Stoppede efter 2005. Sidste hold: Liberty Seguros     | IG, rigtige navn                | Ja     | [ 109 ]                      |
|      | Alberto Contador                | Liberty Seguros                                       | AC, rigtige navn                | Ja     | [ 109 ]                      |
|      | Allan Davis                     | Liberty Seguros                                       | AD, rigtige navn                | Ja     | [ 109 ]                      |
|      | Isidro Nozal                    | Liberty Seguros                                       | rigtige navn                    | Ja     | [ 23 ] [ 109 ]               |
|      | Dariusz Baranowski              | Liberty Seguros                                       | rigtige navn                    | Ja     | [ 109 ]                      |
|      | Nuno Ribeiro                    | Liberty Seguros                                       | rigtige navn                    | Ja     | [ 109 ]                      |
|      | Sergio Paulinho                 | Liberty Seguros                                       | rigtige navn                    | Ja     | [ 109 ]                      |
|      | Luis León Sánchez               | Liberty Seguros                                       | rigtige navn                    | Ja     | [ 109 ]                      |
|      | René Andrle                     | Liberty Seguros                                       | rigtige navn                    | Ja     | [ 109 ]                      |
|      | Jan Hruska                      | Liberty Seguros                                       | rigtige navn                    | Ja     | [ 109 ]                      |
|      | Koldo Gil (*)                   | Saunier Duval                                         | rigtige navn                    | Ja     | [ 109 ]                      |
|      | Carlos Zárate (*)               | Saunier Duval                                         | Zárate                          | Ja     | [ 51 ]                       |
|      | Javier Pascual Llorente         | Comunidad Valenciana                                  | Llorente                        | Ja     | [ 51 ]                       |
|      | David Blanco                    | Comunidad Valenciana                                  | Blanco, rigtige navn            | Ja     | [ 51 ]                       |
|      | Eladio Jiménez                  | Comunidad Valenciana                                  | Eladio                          | Ja     | [ 51 ]                       |
|      | Javier Pascual Rodríguez        | Comunidad Valenciana                                  | P. Rodríguez, Pascual Rodríguez | Ja     | [ 51 ]                       |
|      | David Bernabéu                  | Comunidad Valenciana                                  | Bernabéu                        | Ja     | [ 51 ]                       |
|      | Rubén Plaza                     | Comunidad Valenciana                                  | Rubén, rigtige navn             | Ja     | [ 51 ]                       |
|      | David Latasa                    | Comunidad Valenciana                                  | Latasa                          | Ja     | [ 51 ]                       |
|      | Carlos García Quesada           | Comunidad Valenciana                                  | Carlos, Carlos García           | Ja     | [ 51 ]                       |
|      | Francisco Cabello               | Comunidad Valenciana                                  | Cabello                         | Ja     | [ 51 ]                       |
|      | José Luis Martínez              | Comunidad Valenciana                                  | Martínez                        | Ja     | [ 51 ]                       |
|      | Vicente Ballester Martínez      | Comunidad Valenciana                                  | Ballester                       | Ja     | [ 51 ]                       |
|      | José Adrián Bonilla             | Comunidad Valenciana                                  | Bonilla Alfredo                 | Ja     | [ 51 ]                       |
|      | Manuel Lloret                   | Comunidad Valenciana                                  | Lloret                          | Ja     | [ 51 ]                       |
|      | Antonio Olmo                    | Comunidad Valenciana                                  | Olmo                            | Ja     | [ 51 ]                       |
|      | Adolfo García Quesada           | Comunidad Valenciana                                  | Fito                            | Ja     | [ 51 ]                       |
|      | Javier Cherro                   | Comunidad Valenciana                                  | Cherro                          | Ja     | [ 51 ]                       |
|      | Juan Gomis                      | Comunidad Valenciana                                  | rigtige navn                    | Ja     | [ 51 ]                       |
|      | Ángel Casero                    | Stoppet efter 2005. Sidste hold: Comunidad Valenciana | Casero                          | Ja     | [ 51 ]                       |

- Farven indikerer ikke graden af skyld, men holdet de tilhørte.

(*) Note: Disse to cykelryttere var i 2006 (da Operación Puerto var kendt) tilknyttet Saunier Duval, selvom rapporten detaljeret fortæller om deres implikation i Fuentes' dopingnetværk i 2005 på grund af nogle papirer, da ingen af dem var hos Saunier Duval, men hos et af de to hold med flere cykelryttere impliceret i netværket: Koldo Gil hos Liberty Seguros (Året han vandt en etape i Giro d'Italia) og Carlos Zárate hos Comunidad Valenciana.
De følgende blev også identificeret som deltagere i plottet (enten som klienter, facilitatorer, administratorere eller autoriserede u Dr. Fuentes' praksis):
- Manolo Saiz, sportsdirektør for cykelholdet Liberty Seguros-Würth.[109]
- José Ignacio Labarta, træner for cykelholdet Comunidad Valenciana.[16][23][109]
- Álvaro Pino, tidligere sportsdirektør for cykelholdet Kelme og Phonak.[23]
- Yolanda Fuentes, læge hos cykelholdet Comunidad Valenciana og søster til Eufemiano Fuentes.[51]
- Vicente Belda, direktør for cykelholdet Comunidad Valenciana.[51]
- Rudy Pevenage, personlig assistent for Jan Ullrich og sportsdirektør for cykelholdet T-Mobile.[109][110]

### Ikke identificeret
Nogle af dopingnetværkets klienter, der figurer med kodenavn i manuskripterne og dokumentation der blev beslaglagt og registreret den 23. maj 2006, er ikke blevet identificeret af Guardia Civil.
I nogle tilfælde blev klienter med kodenavne der ikke var identificeret, behandlet af dopingnetværket i 2006, med blodtransfusion gennemført efter at Guardia Civil var påbegyndt sin efterforskning i februar (herunder deres videooptagelser af ind- og udgange i netværkets faciliteter). Derfor blev nogle klienter der blev behandlet i 2006 identificeret, mens andre ikke blev.
Dette er kodenavnene der stadig er uidentificeret, der detaljeret fortæller om det år de fik behandling (hvis det er kendt):
| #   | Kodenavne         | Identificeret GC | År for behandling | Foreslåede rigtige navn eller andre observationer |
| --- | ----------------- | ---------------- | ----------------- | --- |
| 9   | Urco, Urko        | Nej              | 2004              | Marta Domínguez, afsløret i december 2010 ifølge Guardia Civils undersøgelser på baggrund af Operation Galgo, hvor den palencianske atlet blev anholdt. |
| 10  | Rosa              | Nej              |                   | |
| 15  | César             | Nej              | 2004, 2005        | |
| 24  | Clasicomano Luigi | Nej              | 2006              | Thomas Dekker, der havde arbejde med træneren Luigi Cecchini, fortalte til de hollandske myndigheder i 2013, at det var ham var bag koden. Men den amerikanske hjemmeside Como Cyco pegede imidlertid på Fabian Cancellara på baggrund af udtalelser fra Tyler Hamilton i et interview med Australian Cycling News. Schweizeren, der ligesom Dekker havde trænet med Luigi Cecchini, nægtedet at have besøgt Eufemiano Fuentes. |
| 25  | Amigo de Birillo  | Nej              |                   | Frank Schleck, ifølge den tyske avis Süddeutsche Zeitung. Tilstod at have gennemført en bankoverførsel på 6.200 euro til Fuentes. |
| 26  | Huerta            | Nej              | 2006              | Luis León Sánchez, allerede identificeret tidligere med sit eget navn. |
| 33  | Clasicómano       | Nej              | 2003              | |
| 101 | 101               | Nej              |                   | |
|     | Cowboy            | Nej              | 2003              | |
|     | Panticosa         | Nej              | 2003              | Ifølge avisen El País, kunne det være kodenavnet på en geografisk placering. |
|     | Pavarotti         | Nej              | 2003              | Mario Cipollini, ifølge den italienske avis La Repubblica. |
|     | Sansone           | Nej              | 2002, 2003        | Guardia Civil identificerede det som en af flere kodenavne for Santiago Botero, men La Gazzetta dello Sport påpegede at det faktisk var Michele Bartoli. |
|     | Pepito            | Nej              | 2003              | |
|     | Obélix            | Nej              | 2003              | |
|     | Nibelungo         | Nej              | 2003              | Jan Ullrich. |
|     | LAS               | Nej              | 2003              | |
|     | María             | Nej              | 2002, 2003, 2004  | Rygtet, startet af Jesús Manzano, sagde at det kunne være José María Jiménez (El Chava), men det var ikke plausibelt da cykelrytteren døde den 6. december 2003. |
|     | Mari              | Nej              | 2006              | Med tre blodekstraktioner dateret til den 5. januar, 17. februar og 16. marts 2006, blev de sidste to udført da allerede havde påbegyndt deres efterforskning. |
|     | Rosa              | Nej              | 2003, 2004        | |
|     | MZD               | Nej              | 2005              | Eddy Mazzoleni (allerede impliceret og sanktioneret i sagen Oil for Drugs), ifølge avisen El País, ville navnet være blandet af Guardia Civil og Carabinieri. |
|     | Gemma             | Nej              |                   | |
|     | Rosa              | Nej              |                   | |
|     | ANA               | Nej              |                   | |
|     | CFA               | Nej              |                   | |
|     | Sofa              | Nej              |                   | |
|     | Tonante           | Nej              | 2005              | Det var en kendt mellemdistanceløber, ifølge avisen ABC. |
|     | Tor               | Nej              |                   | |
|     | Guri              | Nej              |                   | |
|     | Huri              | Nej              |                   | |
|     | Azul              | Nej              |                   | |
|     | Milán             | Nej              |                   | |
|     | Quebrantahuesos   | Nej              |                   | Det var en cykelrytter fra Aragón, ifølge Guardia Civil. |
|     | RSOC              | Nej              |                   | Forkortelsen ser ud til at have relationer til Real Sociedad de Fútbol. Ekspræsidenten fra denne klub, Iñaki Badiola, afviste at en dopingpraksis har fundet sted i Real Sociedad under præsident José Luis Astiazarán, som er forbundet til sagen gennem forkortelsen "ASTI". |
|     | Alfredo           | Nej              |                   | |
|     | Klaus             | Nej              |                   | |

### Andre sportsgrene
Fra starten have efterforskerne påpeget at blandt de sportsfolk der var klienter i Fuentes' dopingnetværk, var der ikke kun cykelryttere, men også fodboldspillere, atleter, tennisspillere og andre sportsfolk. De 58 klienter identificeret af Guardia Civil var cykelryttere, mens andre kodenavne ikke blev identificeret. Men Fuentes liste med kunder var længere end blot de kodenavne der ikke var blevet identificeret. Dette er fordi at dommer Serrano, da han besluttede at kun påståede brud på loven i forhold til den offentlige sundhed skulle undersøges (da doping ikke var ulovligt i Spanien), forhindrede efterforskerne i at undersøge indholdet af to andre computere der blev beslaglagt i ransagningen, og det formodes at de ville have massere af information, og flere navne (enten i kode eller reelle) på sportsfolk fra andre sportsgrene end cykling, såsom fodbold eller tenis. Guardia Civil havde videoer og optagelser hvori verdensklasse-atleter, der ikke var cykelryttere, optrådte.
Scandalen voksede da Fuentes offentligt, i interviews med Cadena SER og avisen Le Monde, bekræftede at cykling kun var en del af kundeklientellet, men også at fodboldspillere (fra La Liga og La Liga 2), tennisspillere og atletikudøvere var blandt.
Asimismo, Fuentes declaró que el hecho de que no salieran deportistas de esas disciplinas como implicados se debía a que esos deportes tenían más poder que el ciclismo, y que de conocerse la identidad de los deportistas no ciclistas que acudían a él podría costar el cargo a quien dirigía el deporte en Spanien, Jaime Lissavetzky (Secretario de Estado para el Deporte).
Lissavetzky og CSD sagde at der ikke var nogen fodbold- eller tennisspillere impliceret i Operación Puerto, det var kun cykelryttere. Disse udmeldinger gik imod hvad efterforskerne fra Guardia Civil sagde i starten, og hvad Dr. Fuentes selv havde udtalt.

#### Tennis
Efterforskerne pointerede fra starten af, at der blandt klienterne fra dopingnetværket var tennisspillere, hvilket blev bekræftet af Fuentes selv interviews med Cadena SER og avisen Le Monde. Med rygter om at Rafael Nadal (daværende verdens-etter) var en af disse klienter, blev den spanske Undervisnings- og sportsminister Mercedes Cabrera og statens sportssekræter Jaime Lissavetzky nødt til at melde ud, at ingen tennisspillere (hverken spanske eller udenlandske) var en del af sagsakterne.

#### Fodbold
FIFA meddelte, efter at have konsulteret den spanske statssekretær for den for sport, Jaime Lissavetzky, meddelte den 3. juli 2006, at ingen fodboldspillere var inkluderet i listen af kunder identificeres af efterforskerne.
Den franske avis Le Monde offentliggjorde den 7. december 2006, at Fuentes var forbundet med klubberne Real Madrid, F. C. Barcelona, Real Betis og Valencia CF Eufemiano Fuentes benægtede disse information til TVE, og kaldte beskyldningerne for alvorlige. I interviewet med Le Monde senere samme måned, blev har spurgt om han havde behandlet hold som Real Madrid eller FC Barcelona, og Dr. Fuentes svarede at han ikke kunne svare på spørgsmålet, da han allerede havde fået dødstrusler tre gange.
Le Monde støttede sine anklager ved at offentliggøre nogle håndskrevne noter, som Fuentes havde forberedt til FC Barcelona, som ikke blev beslaglagt af Guardia Civil, da de ikke nåede at ransage Fuentes' hjem på de kanariske øer i tide. I disse noter, hvis symboler var identiske med de noter cykelrytterne brugte (beslaglagt i ransagningen i Madrid), der indikerede brug af anabole steroider, tegn på (ikke målbare i test) på væksthormon såvel som lejlighedsvis EPO og blodtransfusioner.
F.C. Barcelona gik til de spanske domstole med en sag om æreskrænkelse og bagvaskelse, hvor de fik rettens ord for at avisen skulle betale dem en bøde på 300.000 Euro. Real Madrid modsagde sig også Le Monde, vandt en retssag mod avisen, der skulle betale klubben og dens læger 330.000 euro, fordi de alvorlige anklager ikke kunne bakkes op af solide og troværdige argumenter.
Le Monde annoncerede at de havde intentioner om at anke begge kendelser.